# أدريان هورفاث
أدريان هورفاث (بالمجرية: Horváth Adrián)‏ (20 نوفمبر 1987 في المجر - ) هو لاعب كرة قدم مجري في مركز الوسط. لعب مع نادي بودابست هونفيد وKozármisleny SE ‏ وBarcsi SC ‏ ونادي بيتش ‏.

## وصلات خارجية
- أدريان هورفاث على موقع قاعدة بيانات كرة القدم.إي يو (الإنجليزية)
- أدريان هورفاث على موقع Soccerway.com (الإنجليزية)